# Luka Brajkovic
Luka Brajkovic, né le 26 juin 1999 à Feldkirch, est un joueur professionnel autrichien de basket-ball évoluant au poste d'ailier fort.

## Carrière junior
Luka Brajkovic rejoint les Dornbirn Lions en deuxième division autrichienne en 2015 sans être payé afin de préserver sa possibilité de rejoindre une équipe universitaire américaine. Il envisage de déménager en Allemagne après la saison, mais cela ne se produit pas. Au cours de la saison 2016-2017, il obtient en moyenne 14,4 points, 8,7 rebonds et 2,2 contres par match. En mars 2018, il s'engage en NCAA avec le Davidson College après avoir refusé des offres de l'université Stanford, de l'université Purdue et de l'université d'État de Pennsylvanie. Il choisit Davidson en partie parce que l’entraîneur-chef Bob McKillop (en) s’est rendu en Autriche à deux reprises pour le recruter.
Durant sa première saison avec les Wildcats de Davidson, il compense dans la raquette le départ de Peyton Aldridge (en).
En première année, Brajkovic obtient en moyenne 11,1 points et six rebonds par match. Il doit s’adapter à la vitesse plus rapide du jeu universitaire américain, y compris en changeant son mouvement de passe. Il obtient en moyenne 10,3 points et cinq rebonds par match en deuxième année. En tant que junior, il obtient en moyenne 10,9 points et six rebonds par match. Au cours de l’été, il s'entraîne en Serbie contre des joueurs professionnels. 
Le 5 février 2022, Brajkovic marque 30 points en carrière et prend huit rebonds dans une victoire de 78-73 contre les Colonials de George Washington. Il est nommé joueur de l’année de la conférence Atlantic 10.
Luka Brajkovic s'inscrit pour la draft 2022 de la NBA. Il n'est pas drafté.

## Carrière professionnelle

### En club
Luka Brajkovic devait participé à la NBA Summer League 2022 mais aucune franchise ne le fait joue à la surprise des observateurs et bien qu'il ait fait un entraînement avec les Hornets de Charlotte avant la Summer League.
Le 6 août 2022, il s'engage en Espagne dans la Liga ACB avec le CB Breogán. Il débute le 2 octobre 2022 en tant que remplaçant lors de la victoire de son équipe, 78 à 70, face à Fuenlabrada. Il établit son record de points le 4 janvier 2023 face au Basket Saragosse 2002 avec 12 points. Il termine sa première saison avec des moyennes par match de 3,3 points et 1,6 rebond.

### En équipe nationale
En 2017, il participe au Championnat d'Europe B des moins de 18 ans avec l'équipe d'Autriche des moins de 18 ans. Il obtient des moyennes par match de 18,6 points, 10,6 rebonds et 0,9 passe décisive.
Luka Brajkovic connait ses deux premières sélections avec l'équipe d'Autriche en février 2023 lors des qualifications pour l'EuroBasket 2025 face à la Pologne et la Croatie.

## Clubs successifs
- 2015-2018 :  Dornbirn Lions
- 2018-2022 :  Wildcats de Davidson (NCAA)
- 2022-2023 :  CB Breogán (Liga ACB)
- 2023- :  Kolossos Rhodes (A1 Ethniki)

## Statistiques

### En universitaire
Les statistiques de Luka Brajkovic en matchs universitaires sont les suivantes :
| Saison    | Équipe   | Matchs | Titul. | Min./m | % tir | % 3pts | % LF | Rbds./m. | Pass/m. | Int/m. | Ctr/m. | Pts/m. |
| --------- | -------- | ------ | ------ | ------ | ----- | ------ | ---- | -------- | ------- | ------ | ------ | ------ |
| 2018-2019 | Davidson | 34     | 33     | 24,9   | 54,9  | 35,7   | 70,4 | 6,0      | 1,4     | 0,4    | 1,1    | 11,1   |
| 2019-2020 | Davidson | 30     | 30     | 24,5   | 51,9  | 38,1   | 71,6 | 5,0      | 1,6     | 0,1    | 0,9    | 10,3   |
| 2020-2021 | Davidson | 21     | 21     | 26,8   | 53,6  | 31,5   | 62,3 | 6,0      | 1,8     | 0,3    | 0,9    | 10,9   |
| 2021-2022 | Davidson | 34     | 34     | 29,5   | 58,3  | 40,9   | 63,7 | 7,1      | 2,5     | 0,3    | 1,1    | 14,4   |
| Carrière  | Carrière | 119    | 118    | 26,4   | 55,1  | 37,3   | 67,3 | 6,1      | 1,8     | 0,3    | 1,0    | 11,8   |